# Кей-Кубад III
Кей-Кубад III (*д/н — 1303) — 17-й султан Рума в 1298—1302 роках. Повне ім'я Ала ад-Дін Кей-Кубад бен Фарамуз.

## Життєпис
Походив з династії Сельджукидів. Син Фарамуза та онук султана Кей-Кавуса II, поваленого у 1262 році. Про дату народження замало відомостей. Напевне народився у Криму, де батько разом з Кей-Кавусом отримав ікту. Перша згадка про Кей-Кубада сягає 1280 року. Тоді він перебрався до двору Караман-бея, де сподівався отримати допомогу у боротьбі за трон зі стрийком Масудом II. Невдовзі отримав ярлик на правління землями біля Кілікії.
У 1295 році спробував захопити Конью, проте зазнав поразки від військ султана Масуда II та втік до Кілікії. Втім вже у 1298 році за наказом ільхана Газана стає новим правителем Румського султанату. Ярлик на правління, отриманий ним від ільхана, містив вказівку на необхідність отримання дозволу на всі дії з управління державою від верховного правителя Анатолії нойона Абишгі.
Султан Кей-Rубад III спочатку позбавив посад та багатьох ікта сановників часів свого попередника, що викликало невдоволення. Втім, вияв самостійності у питаннях передачі ікта викликав невдоволення монгольського нойона, який доповів про це Газан-хану. За наказом останнього у 1302 році Кей-Кубада III було позбавлено трон й відправлено до Ісфагану, де 1303 року страчено. Трон Руму повернуто Масуду II.

## Родина
- Масуд, султан в 1307—1308 роках
- Шамс ад-Дін